# マクドネル・エアクラフト
マクドネル・エアクラフト（McDonnell Aircraft Corporation ）はアメリカの航空機メーカーである。1967年にダグラス社と合併してマクドネル・ダグラスになった。マクダネルの表記揺れあり。
1938年ジェームス・マクドネル（James Smith McDonnell）によって、ミズーリ州セントルイスに設立された。第二次世界大戦によって発展し、新興メーカーのためジェット戦闘機に対する取り組みが早かったので戦後F-4 ファントムIIなどで有力な戦闘機メーカーになった。開発した機体の愛称を亡霊もしくはそれに類するもので統一していたことでも知られる。

## 主な製品及びプロジェクト
- XP-67 バット
- FD/FH-1 ファントム
- F2H バンシー
- XF-85 ゴブリン パラサイト・ファイター
- XF-88 ブードゥー
- F3H デーモン
- F-101 ブードゥー
- F4H/F-4 ファントムII、F-110 スペクター
- マクドネル 119/220
- XV-1 コンバーチプレーン
- XH-20 リトル・ヘンリー
- XHJD-1 ワラウェイ
- マーキュリー計画
- ジェミニ計画